# Byrrhinus punctatus
Byrrhinus punctatus är en skalbaggsart som först beskrevs av Maurice Pic 1922.  Byrrhinus punctatus ingår i släktet Byrrhinus och familjen lerstrandbaggar. Inga underarter finns listade i Catalogue of Life.